# Airlines of New South Wales
 (juin 2025).
Si vous disposez d'ouvrages ou d'articles de référence ou si vous connaissez des sites web de qualité traitant du thème abordé ici, merci de compléter l'article en donnant les références utiles à sa vérifiabilité et en les liant à la section « Notes et références ».
Airlines of New South Wales (Air New South Wales) est une compagnie aérienne régionale australienne qui a été exploitée de 1959 jusqu'à sa fusion avec Ansett en 1993. Elle a été créée par le rachat de Butler Air Transport par Reg Ansett. Les compagnies aériennes de la Nouvelle-Galles du Sud ont exploité des services de transport aérien de passagers en Nouvelle-Galles du Sud, puis dans d'autres États australiens. En 1964-1965, la compagnie aérienne lutta contre une affaire de la Haute Cour, les Compagnies aériennes de New South Wales Pty Ltd contre New South Wales (no 2), qui influa de manière décisive sur les pouvoirs constitutionnels des gouvernements nationaux et des États en matière de réglementation.

## Historique

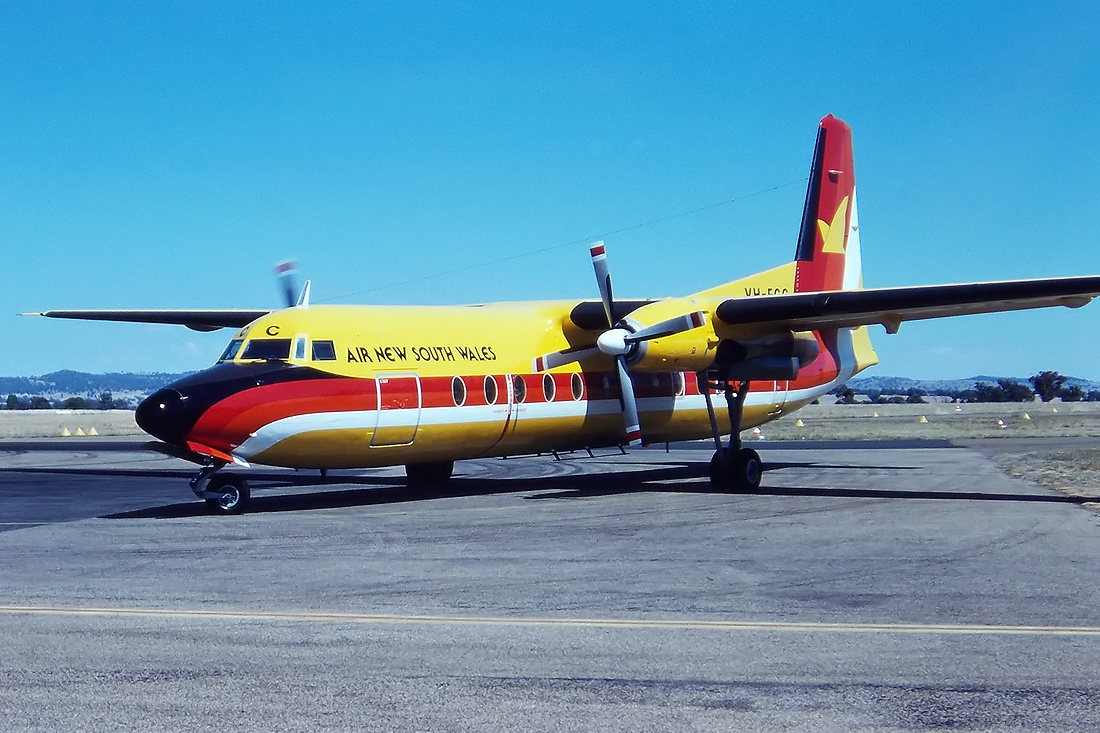
Air New South Wales Fokker F27-500F dans la livrée Canary, à l’aéroport Wagga Wagga en 1982.

À la fin des années 1950, Reg Ansett élargit les opérations de sa société, Ansett transport Industries (ATI), sur le marché australien de l’aviation domestique. Ansett a voulu acquérir la compagnie d’Arthur Butler, Butler Air transport, mais Butler a refusé un accord qui aurait donné à Butler un siège sur le Conseil d’administration d’ATI. Ansett avait déjà acquis une participation de 40% dans Butler Air Transport alors qu’il avait acheté l’Australian National Airways en difficulté en 1957. Reg Ansett, dans ce qu’un auteur a décrit comme "une initiative spectaculaire", puis utilisé neuf de ses propres avions pour piloter les actionnaires nommé Ansett à une réunion de Butler Air transport, reprenant la compagnie d’Arthur Butler. Après une bataille légale, Ansett a pris le contrôle total de Butler Air transport en 1958. La société a été renommée compagnies aériennes de Nouvelle-Galles du Sud le 17 décembre 1959, et a volé son premier vol commercial le 19 décembre de cette année. La compagnie aérienne exploite des services de Sydney aux centres régionaux de New South Wales, puis à d’autres villes australiennes. En 1964, les compagnies aériennes de Nouvelle-Galles du Sud sont une filiale d’Ansett transport industries. En 1968 ou 1969, il est renommé Ansett Airlines de la Nouvelle-Galles du Sud, qui, à l’époque du 1978 du gouvernement australien, a été l’une des cinq compagnies aériennes régionales opérant en Australie. En 1981, la compagnie est renommée Air New South Wales; en mars 1990, il a été renommé Ansett NSW et plus tard cette année, il a été de nouveau badged comme Ansett Express, qui en 1993 a été fusionné en Ansett, mettant fin aux compagnies aériennes de l’histoire de la Nouvelle-Galles du Sud comme une entité distincte.
En plus de fournir des services de passagers réguliers, la compagnie aérienne a également effectué des opérations touristiques, avec l’acteur Steve Dodd travaillant pour elle comme un guide dans le centre de l’Australie à la fin des années 1960 et au début des années 1970.

### Affaire de la Haute Cour
Dans les années 1960, les compagnies aériennes de Nouvelle-Galles du Sud étaient au centre d’une affaire de la Haute Cour australienne sur les pouvoirs de l’État et des gouvernements nationaux pour réglementer l’aviation. 
Les compagnies aériennes de Nouvelle-Galles du Sud et East-West Airlines étaient deux compagnies aériennes commerciales opérant des services dans la région de Nouvelle-Galles du Sud. Le gouvernement de la Nouvelle-Galles du sud de Jack Renshaw cherchait à gérer l’attribution des liaisons entre compagnies aériennes, menaçant de réduire le nombre de routes disponibles pour les compagnies aériennes de Nouvelle-Galles du Sud. les compagnies aériennes de la Nouvelle-Galles du Sud disposaient d’une licence du Commonwealth pour l’exploitation de vols entre Sydney et Dubbo, mais elles n’avaient pas de licence en vertu des lois étatiques nouvellement adoptées réglementant l’aviation. Le 23 octobre 1964, la compagnie aérienne a sollicité une injonction de la Haute Cour pour empêcher la Nouvelle-Galles du sud de faire appliquer des lois qui l’empêcheraient de desservir la route de Sydney à Dubbo. le 26 octobre, la compagnie aérienne a augmenté la pression, en opérant — à une perte financière — une route indirecte vers Dubbo via Canberra, franchissant ainsi une frontière de l’État et cherchant donc à éviter l’application des lois de la Nouvelle-Galles du Sud. 
Le 3 février 1965, la Cour, dans compagnies aériennes de New South Wales Pty Ltd contre Nouvelle-Galles du Sud (no 2), a constaté que la navigation aérienne dans un État peut être réglementée par le Commonwealth dans la mesure où elle prévoit la sécurité ou la prévention de l’interférence physique avec , l’Interstate ou la navigation aérienne étrangère. alors que les compagnies aériennes de Nouvelle-Galles du Sud ont remporté l’affaire, aussi tard que 1984 compagnies aériennes de la Nouvelle-Galles du Sud (en tant que Air New South Wales) continuaient à partager le marché régional de la Nouvelle-Galles du Sud avec East West Airlines, chacun ayant un monopole sur certains les marchés de passagers aériens intra-étatiques.

## Avions
- De Havilland DH.84 Dragon
- De Havilland Heron
- Douglas DC-3
- Douglas DC-4
- Convair 340 et 440
- Short S.25 Sunderland (géré et exploité pour Ansett Flying Boat services)
- Fokker F27
- Fokker F28-1000 (seul avion à réaction exploité par la compagnie)
- Fokker 50

## Destinations
- Adelaide
- Albury
- Ballina
- Bathurst
- Bourke
- Broken Hill
- Canberra
- Casino
- Cobar
- Coffs Harbour
- Coolangatta
- Cooma
- Coonabarabran
- Coonamble
- Corryong
- Deniliquin
- Dubbo
- Griffith
- Hay
- Kempsey
- Lightning Ridge
- Île Lord Howe
- Melbourne
- Merimbula
- Moree
- Moruya
- Mudgee
- Narrabri
- Narrandera
- Nyngan
- Parkes
- Sydney
- Toowoomba
- Wagga Wagga
- Wilcannia

En 1963, la compagnie aérienne a commencé ses services à Bathurst, en Nouvelle-Galles du Sud, et était le premier locataire du terminal de l’aéroport de la ville.

## Accidents et incidents
Les compagnies aériennes de la Nouvelle-Galles du Sud ont eu deux accidents à déclarer. Le 12 décembre 1960, un Douglas DC-3 s’est écrasé en mer lors d’un vol d’entraînement pilote, avec la perte de trois vies. Le 1er avril 1965, un Douglas C-47 sur un vol de passagers régulier s’écrase. L’avion a été radié, mais il n’y a pas eu de décès. 
Il y a eu aussi un incident en 1986 impliquant une F27. Les passagers d’un vol de Dubbo à destination de Sydney ont été préparés pour un atterrissage d’urgence puisque le personnel de Dubbo avait trouvé un composant de roue de nez sur la piste. Les passagers ont préparé pour un atterrissage d’urgence et ont été chargés d’accolade car il était pensé que la roue de nez échouerait. L’avion a atterri en toute sécurité et a ensuite été inspecté par l’ingénierie sur le tablier à l’aéroport de Sydney.